# 飯塚郵便局
飯塚郵便局（いいづかゆうびんきょく）は、福岡県飯塚市にある郵便局。民営化前の分類では集配普通郵便局であった。

## 概要
住所：〒820-8799 福岡県飯塚市本町4－1
飯塚市の旧市街地にある。
福岡県内各方面への国道が通じる県中央部に位置し、郵便物の自動車輸送に有利であったことから、長年にわたり地域区分局として筑豊および京築地区（苅田町と吉富町を除く）の郵便物をまとめる地域統括拠点としての役割を担っていた。局舎の老朽・狭隘化により2007年（平成19年）3月26日に、福岡市東区に新設された新福岡郵便局へ、それまで福岡都市圏で同じ役割を担ってきた博多郵便局の分と併せ、郵便物まとめの地域統括拠点としての役割を移すこととなった。ただし、ゆうパックの中継業務は新福岡郵便局の他に、北九州中央郵便局も担当している。また、京築など北九州市に近いエリアの地域区分業務については北九州中央郵便局に移管された。またこれに伴い営業時間を大幅に縮小し、筑豊地域で唯一行っていたゆうゆう窓口（時間外窓口）を含む郵便窓口の24時間営業を取りやめている。

## 沿革
- 1872年1月14日（明治4年12月5日） - 飯塚郵便取扱所として開設[2]。
- 1875年（明治8年）1月1日 - 飯塚郵便局（五等）となる。
- 1879年（明治12年） - 為替取扱を開始。
- 1882年（明治15年） - 貯金取扱を開始。
- 1897年（明治30年）3月16日 - 飯塚郵便電信局となる。
- 1903年（明治36年）4月1日 - 通信官署官制の施行に伴い飯塚郵便局となる。
- 1951年（昭和26年） - 専用自動車郵便線路「若松原田線」「飯塚上穂波線」が開設される[3]。
- 1952年（昭和27年）4月16日 - 専用自動車郵便線路の整備に伴い、鉄道郵便線路「若松原田線」を廃止[4]。
- 1956年（昭和31年）10月11日 - 電話通話および和文電報受付事務の取扱を開始[5]。
- 1966年（昭和41年）11月 - 局舎新築落成。
- 1992年（平成4年）8月3日 - 外国通貨の両替および旅行小切手の売買に関する業務取扱を開始。
- 2007年（平成19年）3月26日 - 新福岡郵便局の新設に伴い、同局と北九州中央郵便局に地域区分業務を移管。
- 2007年（平成19年）7月30日 - 庄内郵便局（〒820-0199→〒820-0101）、稲築郵便局（〒820-0299→〒820-0205）、碓井郵便局（〒820-0599→〒820-0502）、桂川郵便局（〒820-0699→〒820-0606）、筑穂郵便局（〒820-0799→〒820-0701）から集配業務を移管[6]。
- 2007年（平成19年）10月1日 - 民営化に伴い、併設された郵便事業飯塚支店に、集配業務などを移管。
- 2012年（平成24年）10月1日 - 日本郵便株式会社発足に伴い、郵便事業飯塚支店を飯塚郵便局に統合。
- 2016年（平成28年）2月22日 - 小竹郵便局（〒820-1199→〒820-1103）から集配業務を移管。

## 取扱内容
- 郵便、印紙、ゆうパック、内容証明
- 貯金、為替、振替、振込、国際送金、外貨両替・トラベラーズチェック、国債、投資信託
- 生命保険、バイク自賠責保険、自動車保険、変額年金保険
- ゆうちょ銀行ATM
- 飯塚市内全域、嘉麻市内の一部地域（旧稲築町および旧碓井町地域）、嘉穂郡桂川町内全域、鞍手郡小竹町内全域の集配業務
- ゆうゆう窓口

## 周辺
- 飯塚市文化会館（飯塚コスモスコモン）
- 株式会社チロリアン 本社
- 嘉穂劇場
- 飯塚信用金庫本店
- 飯塚本町商店街

## アクセス
- JR筑豊本線（福北ゆたか線）・後藤寺線 新飯塚駅より徒歩約16分
- 西鉄バス 飯塚郵便局停留所下車
- 八木山バイパス 穂波東ICから北東へ約2.5km
- 国道211号沿い
- 駐車場あり：12台